# 미야 다이키
미야 다이키(일본어: 宮 大樹, 1996년 4월 1일~)는 일본의 축구 선수이다.

## 구단 경력
그는 2018년 J1리그의 비셀 고베에 입단했다. 2019년 8월부터 2020년까지 미토 홀리호크와 사간 도스에서 뛰었다. 2021년 아비스파 후쿠오카로 이적했다. 2023년에 J리그컵 우승을 차지했다. 2024년까지 90경기에 출전하여, 3득점을 넣었다. 2025년 나고야 그램퍼스로 이적했다.